# Zbor inaugural
Prin zbor inaugural sau primul zbor al unei aeronave se înțelege prima ocazie cu care aeronava se ridică în aer prin mijloace proprii.  Este un eveniment similar cu lansarea inaugurală a unui vas.
Zborul inaugural al unui nou tip de aeronavă este întotdeauna un moment istotric.  De asemenea, este și un moment periculos, pentru că în general caracteristicile exacte de manevrabilitate ale aeronavei sunt necunoscute.  Zborul inaugural este aproape întotdeauna încredințat unui pilot de încercare foarte experimentat. În timpul primului zbor, noul tip de aeronavă este acompaniat adesea de un avion de supraveghere (de obicei un avion de vânătoare) care are rolul de a verifica parametrii regimului de zbor ca altitudinea, viteza față de aer etc.
Zborul inaugural este doar o etapă în dezvoltarea unui tip de avion. Cu excepția prototipurilor destinate exclusiv cercetării (cum ar fi avionul experimental X-15), o aeronavă trebuie să treacă o serie lungă de teste și de încercări în zbor pentru a se verifica domeniul (anvelopa de zbor) în care performanțele de zbor dorite se realizează cu o siguranță acceptabilă.  În cazul aeronavelor civile, primul zbor comercial al un tip nou de aeronavă poate fi executat după certificarea de către o agenție sau o autoritate (multi)guvernamentală, cum ar fi de exemplu Agenția Europeană de Siguranță a Aviației pentru statele din Uniunea Europeană sau Federal Aviation Administration în Statele Unite.